# Ольховщина
Ольховщина (укр. Вільхівщина) — село,
Черкасовский сельский совет,
Полтавский район,
Полтавская область,
Украина.
Код КОАТУУ — 5324086506. Население по переписи 2001 года составляло 67 человек.

## Географическое положение
Село Ольховщина находится на правом берегу реки Коломак,
выше по течению примыкает село Коломак,
ниже по течению на расстоянии в 1 км расположено село Черкасовка.
Рядом проходит железная дорога, станция Зелёная в 1-м км.